# Hank Pfister
Hank Pfister, właśc. Henry Pfister (ur. 9 października 1953 w Bakersfield) – amerykański tenisista, zwycięzca French Open 1978 i French Open 1980 w grze podwójnej.

## Kariera tenisowa
Zawodowym tenisistą Pfister był w latach 1977–1988. W tym czasie wygrał dwa turnieje rangi ATP World Tour w grze pojedynczej i osiągnął pięć finałów. W grze podwójnej triumfował w jedenastu imprezach ATP World Tour, w tym French Open 1978 i 1980. Dodatkowo awansował do szesnastu finałów, w tym Australian Open 1981 i US Open 1982.
W rankingu gry pojedynczej Pfister najwyżej był na 19. miejscu (2 maja 1983), a w klasyfikacji gry podwójnej na 12. pozycji (13 grudnia 1982).

### Finały w turniejach wielkoszlemowych

#### Gra podwójna (2–2)
| Końcowy wynik | Nr | Data             | Turniej                    | Nawierzchnia | Partner      | Przeciwnicy                  | Wynik finału            |
| ------------- | -- | ---------------- | -------------------------- | ------------ | ------------ | ---------------------------- | ----------------------- |
| Zwycięzca     | 1. | 11 czerwca 1978  | French Open, Paryż         | Ceglana      | Gene Mayer   | José Higueras Manuel Orantes | 6:3, 6:2, 6:2           |
| Zwycięzca     | 2. | 8 czerwca 1980   | French Open, Paryż         | Ceglana      | Victor Amaya | Brian Gottfried Raúl Ramírez | 1:6, 6:4, 6:4, 6:3      |
| Finalista     | 1. | 6 grudnia 1981   | Australian Open, Melbourne | Trawiasta    | John Sadri   | Mark Edmondson Kim Warwick   | 3:6, 7:6, 3:6           |
| Finalista     | 2. | 12 września 1982 | US Open, Nowy Jork         | Twarda       | Victor Amaya | Kevin Curren Steve Denton    | 2:6, 7:6, 7:5, 2:6, 4:6 |